# Basílica de Sant Esteve d'Olot
Sant Esteve d'Olot és una basílica parroquial a la ciutat d'Olot (la Garrotxa) protegida com a bé cultural d'interès nacional.

## Arquitectura
És una església de planta de creu llatina, amb una sola nau de 58 metres de longitud per 37,4 d'amplada i 52 metres de creuer; l'alçada és de 34,5 metres. Disposa de tres escalinates d'accés (als peus del temple i als extrems dels creuer). Tant a l'interior com a l'exterior segueix les normes neoclàssiques.
La façana es construí l'any 1800 i el 1886 s'iniciaren les obres del seu embelliment. Estava originàriament destinada a constituir tres cossos: el central o frontis i els dos campanars; l'obra va restar inacabada. Les escales d'accés, més amples a la part baixa i més estretes a mesura que es puja, estan fetes de divuit graons dividits en dos trams de nou cada una. Presenta una barana a cada cantó, molt decorada. A la part baixa hi ha dues bases per a aguantar els fanals. La porta dels morts està ubicada a la façana sud i està formada per un arc rebaixat adornat amb volutes a les impostes. A la clau de l'arc hi ha l'escut d'Olot i diversos fullatges. La part més remarcable és la superior, decorada amb rajols vidriats de colors grocs i blaus alternats. Al centre hi ha un gran òcul amb el signe de la creu a la reixa de ferro. La cornisa és ondulada, amb teules vidriades de color verd i dos pinacles als costats. A l'interior de la porta hi ha una fornícula amb la imatge de Crist i la data de 1843, possiblement la data de construcció de la porta. Als panys del segon registre de la façana hi ha tres fornícules, dues de més petites on hi havia les estàtues de Sant Valentí i Santa Sabina, i la més gran presidida per Sant Esteve, que van desaparèixer el 1936.
A la façana del Carrer Major hi ha encastades tres claus de volta. A la primera es poden veure dos àngels portant una gran custòdia, a la segona hi ha una gran mà que sosté unes balances i a la tercera hi ha la figura d'un sant tocant un instrument musical. La pica baptismal està situada a la capella de la part de l'epístola; les sis piques d'aigua beneïda conservades a l'església són del segle xviii i estan decorades amb tres caps d'àngels i diferents motius florals, altres estan decorades amb petxines.
Hi ha tres làpides sepulcrals situades a la capella dels Santíssims sagraments que corresponen als anys 1348 i 1393, però s'ignora l'origen. Foren incrustades als murs de l'Altar dels Sagraments de Sant Esteve, en alguna de les reedificacions. Una és del prevere i diaca Pere Oruga; l'altra, d'Antoni costa d'Olot, i la tercera és del capellà setmaner Pere de Busquets. A més, a la Garrotxa s'han conservat dues làpides sepulcrals d'un gran valor artístic: la de Sant Andreu del Coll i la de Santa Bàrbara de Pruneres (les dues foren destruïdes durant la Guerra Civil; se'n conserva una còpia de guix).

## Obres destacades
Dins el temple, són béns mobles integrants de la declaració de bé cultural d'interès nacional:
- El retaule del Roser, de fusta tallada i policromada, realitzat per Pau Costa els anys 1704 i 1707
- El Sant Crist, de talla, policromia i orfebreria, realitzat per Ramon Amadeu i Grau a principis del segle xix
- La talla policromada representant Àngels amb la Verònica, de Ramon Amadeu i Grau, de principis del segle xix
- El conjunt de 8 pintures en oli sobre tela de Joan Carles Panyó i Figaró, realitzades a principis del segle xix
- El combregador de ferro forjat i daurat realitzat per Joan Carles Panyó i Figaró a principis del segle xix
- L'escultura de Sant Esteve, d'alabastre, realitzada per Josep Clarà i Ayats l'any 1949
- L'escultura d'un àngel amb garlandes, de fusta tallada i policromada, realitzada per Manuel Cabarrocas els anys 1828 – 1837
- El relleu de fusta tallada i policromada de la Mare de Déu de Montserrat, del segle xvii – XVIII
- La talla de fusta policromada de Sant Francesc d'Assís, dels segles XIX – XX
- La talla de fusta policromada de la Pietat, realitzada per Ramon Amadeu i Grau a principis del segle xix
- El tabernacle de fusta tallada i policromada de Joan Carles Panyó i Figaró, de 1829 (reproducció de 1947 – 1948)
- El retaule de Sant Josep, de fusta tallada i policromada, obra de Pau Costa i altres dels anys 1707 – 1728
- L'altar de Sant Antoni, de fusta tallada i policromada, realitzat el 1727
- El relleu de la Verge del Tura, de fusta tallada i policromada, realitzat als segles xvii – XVIII
- L'altar del Sagrat Cor, de fusta tallada i policromada, realitzat per Josep Berga i Boada a principis del segle XX

A les parets laterals de la capella dels Dolors hi ha una sèrie de pintures representant els Set Dolors de la Verge, realitzades per Lluís Carbonell en oli sobre tela, a mitjans de segle xx. Al baptisteri hi ha una pintura del Baptisme de Jesús per Sant Joan, realitzada per Melcior Diumenge el segle xix. Als jardins de la parròquia hi ha l'escultura del rector Esteve Ferrer i Casadevall, realitzada per Carmina Gibert l'any 1983.

## Història

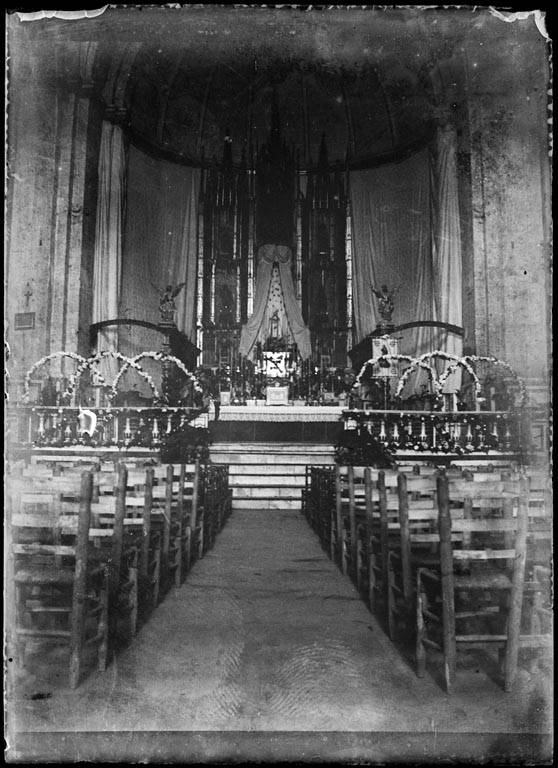
Altar major de l'església de Sant Esteve d'Olot. Màrius Aguirre i Serrat-Calvó (entre 1888 i 1910).

La història de l'església de Sant Esteve d'Olot ha estat acuradament estudiada per Mn. Joan Pagès i Pons (1986). Les primeres notícies que se'n tenen daten de l'any 846 i provenen d'un document de l'emperador carolingi Carles II el Calb dirigit a l'abat Racimir del monestir (desaparegut) de Sant Aniol d'Aguges, a la capçalera del Llierca.
El primer edifici seria, doncs, d'època visigòtica, i estava situat dalt d'un turonet volcànic, al repeu del volcà del Montsacopa, anomenat Puig de Sant Esteve, fora del nucli murallat d'Olot. En un altre document del 977 apareix esmentada en un document del comte-bisbe de Girona Miró Bonfill "in bassirense terram in parrochia Sancti Stephani de Oloto". En el donatiu que feu el comte Bernat II de Besalú del senyoriu i dominis que ell tenia a Olot, a l'abat del monestir de Santa Maria de Ripoll, l'any 1097, també s'esmenta la parrochia Sanct Stephani olotensis.
Posteriorment, l'any 1116, Berenguer, en fer la consagració de la nova església romànica (d'una planta i mida similars a la de Sant Esteve d'en Bas) amb tres altars, cita que anteriorment n'hi hagué una altra, al mateix lloc, dedicada a Sant Esteve (Sanct Stephani olotensis).
De l'any 1331 es conserva un document de Gastó de Montcada (bisbe de Girona) adreçat a tots els fidels de la diòcesi "Pro nova fabrica Escclesie Parrochialis ville Oloti" on demanava ajuda per construir un nou edifici, 'amb obres sumptuoses'. A l'any 1357 consta que l'església ja disposava de quatre altars, que foren consagrats el 30 de juny. Cal destacar que encara que el domini alodial d'Olot pertanyia al monestir benedictí de Santa Maria de Ripoll, fins al segle xv, els abats benedictins de Sant Pere de Besalú eren els senyors de les esglésies de Sant Esteve i Santa Maria d'Olot.
Els terratrèmols de 1427 van enderrocar la major part de l'edifici gòtic, igual com la pràctica totalitat de la vila d'Olot. Passat el cataclisme, es va bastir un cobert tancat, on foren instal·lats un altar i la pica de batejar, una situació precària que va perdurar, pel cap baix, fins 1432. Durant les guerres remences (1462-72), l'església de Sant Esteve es va utilitzar com a fortalesa, per a la defensa de la vila. Des del segle xv i inicis del segle xvi la construcció de l'anomenada "Vila Nova" a l'alou de la Pia almoina, va possibilitar la integració de la parròquia de Sant Esteve i els edificis de la seva sagrera en l'entramat urbà olotí, ja que fins aleshores quedaven fora la muralla, que només protegia el raval entorn del l'església de Santa Maria d'Olot.
A l'any 1548 està documentada una nova construcció de l'església, que va ampliar l'edifici anterior, com ho palesa el fet que ja disposés de 15 altars a l'any 1598. Aleshores la vila d'Olot comptava amb unes 800 cases i uns 4.000 habitants.
La població olotina augmentà ràpidament, al segle xviii, superant els 9.000 habitants el 1787. És en aquest context d'expansió demogràfica que es va decidir impulsar la construcció d'un nou temple, de mides més grans, que es bastí per damunt i englobant l'edifici anterior, entre 1750-63, de manera que es va poder mantenir el culte a interior, fins que l'edifici es va desmuntar una vegada acabat el nou. En el projecte hi constaven dos campanars, però al final només se'n va construir un. La construcció del nou temple fou polèmica pel cost, per la grandària i pels esdeveniments històrics que es van produir al llarg de la segona meitat del segle xix i la primera meitat del segle xx.
Recapitulant: L'església parroquial de Sant Esteve d'Olot ha tingut, doncs, cinc edificis al mateix lloc, cada un més gran que l'anterior: el primer, bastit durant o abans del segle ix; el segon, romànic, fet al segle XII; el tercer, d'estil gòtic, construït a mitjan segle xiv; el quart, edificat després dels terratrèmols, que no s'acabà fins a la segona meitat del segle xvi, d'estil tardo gòtic i el darrer, bastit a mitjans del segle xviii, que li donà l'aspecte neoclàssic que hom pot veure avui dia.
l'any 1990 va ser declarada Monument Nacional (BCIN) l'any 2015 es va inagurar el nou Museu-tresor a l'antiga capella de la Inmaculada, on s'exposen les millors peces artístiques de Sant Esteve tant en pintura com en escultura i en orfebreria a més de la làpida sinagogal mjueva de 1209.
Les fortes ventades de principis del 2016 van torçar una les busques dels rellotges del campanar, i es va aprofitar per substituir totes les busques de ferro, que feia més de cent anys que estaven en ús, per unes d'acer premsat, més lleugeres i que suporten millor les ventades. L'actuació va ser a càrrec de l'Ajuntament d'Olot, que és el propietari del rellotge, a diferència de la resta de l'església, que és propietat del Bisbat de Girona.
El 26 de desembre de 2019 es recuperaren els "tocs de Sant Esteve", les campanades tocades de forma manual que celebren el sant de la parròquia. Foren tocades per Xavier Pallàs, director de l'Escola Municipal de Música d'Olot. Fins llavors, l'últim campaner de Sant Esteve fou Candi Mas (1909-1976), que tocà fins que el campanar es va mecanitzar.
El gener de 2020 començaren les obres de restauració de la façana de l'església, centrades a evitar el desgast de la pedra per l'efecte de la pluja. Es preveu que l'actuació acabi l'octubre de 2020.Actualment ja s'ha reposat una imatge de la façana, sant Esteve, de l'artista olotí Joan Ferrés. Està previst que el 2025 es puguin col·locar la resta d'imatges, santa Sabina i Sant Valentí també dels artistes garrotxins contemporanis Manel Traiter i Modest Fluvià. i així recuperar el sentit simbòlic i estètic de la façana tardobarroca de la basílica de Sant Esteve
El dia 1 de novembre de 2024, Sant Esteve, va ser proclamada basílica menor pel Papa Francesc.
El preveu que durant el mes de juny de 2025 s'instal·laren dues escultures de Santa Sabina i Sant Valentí a la seva façana.

## Museu parroquial

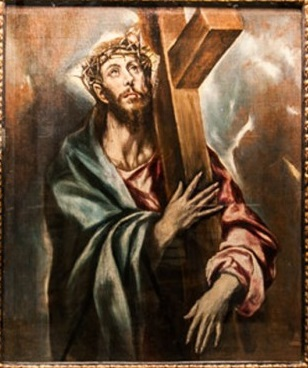
Crist abraçat a la creu, d'El Greco

Obert per primera vegada al públic el mes de març de l'any 1948, és un dels museus més antics de les comarques gironines. La seva col·lecció consta d'objectes d'orfebreria d'èpoques diferents, pintures de Joan Carles Panyó, una antiga làpida amb una inscripció jueva, roba d'ús litúrgic, taules i restes de retaules antics, fragments de l'antiga creu monumental gòtica d'Olot, vells llibres de cor i imatges religioses. A més de la parròquia de Sant Esteve d'Olot, també compta amb peces procedents de les parròquies de Sant Cristòfol de les Fonts i Santa Maria de Batet.
Entre les obres conservades al museu, hi destaquen Crist abraçat a la creu d'El Greco, que durant la guerra civil fou amagada per una veïna del poble per evitar-ne l'espoli; el Retaule de la Pietat (atribuït a Miquel Torell) i el Retaule de sant Eloi, del qual només se n'han conservat cinc relleus. Actualment les millors peces s'exposen al Museu Tresor situat a la Capella de la Immmaculada, al creuer de la basílica.

## Fons de l'església parroquial
A l'Arxiu Comarcal de la Garrotxa es custodia, entre d'altres, el fons de l'església parroquial de Sant Esteve d'Olot. El fons conserva sis obres de caràcter religiós, del cantant afeccionat olotí Agustí Escubós i Ricart (fl. mitjan segle xix). Es desconeix si Escubós va rebre formació d'Isidre Lleys, organista de Figueres, a qui va dedicar un motet per a 4 veus i acompanyament l'any 1873.
- Naixement de sant Eloi
- Miracle del ferrat del cavall esquep
- Consagració episcopal de sant Eloi a Noyon
- Predicació de sant Eloi